# Opstand in Jamaica
Opstand in Jamaica (Frans: Les révoltés de la Jamaïque) is het 25e album uit de Belgische stripreeks Roodbaard van Jean-Michel Charlier en Patrice Pellerin. Het stripalbum werd in 1987 uitgebracht en is qua verhaal een rechtstreeks vervolg op album 22, Zwendel in Ebbenhout.

## Het verhaal
Wanneer de Zwarte Valk met Roodbaard en Erik op Jamaica is aangekomen, blijkt dat de Banga-slaven in opstand zijn gekomen en dat ze onder leiding van Mongo, een zoon van Mototéké, een gewapende macht hebben gevormd die strijd levert tegen de Engelse onderdrukkers. Uiteindelijk wordt het slavenleger in het nauw gedreven door de Engelsen, maar met de hulp van Erik weten ze Jamaica te ontvluchten en kunnen ze terugkeren naar Afrika.

## Albums
De avonturen van Roodbaard en Erik over de slavenroof werden niet in chronologische volgorde uitgegeven. De twee albums zijn:
- 22. 1983 - Zwendel in ebbenhout (Trafiquants de bois d'ébène)
- 25. 1987 - Opstand in Jamaica (Les révoltés de la Jamaïque)